# 会见所旧址
38°51′10″N 121°14′20″E / 38.85288°N 121.23879°E

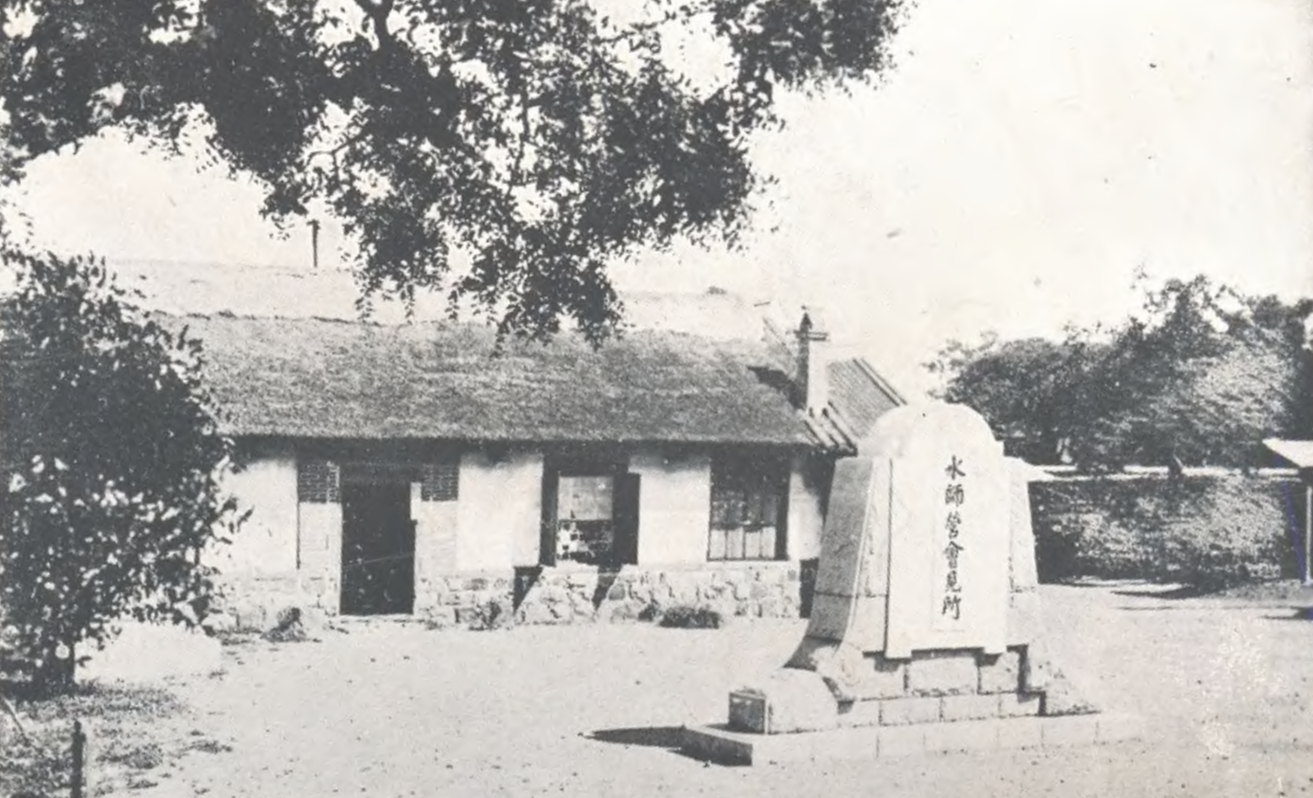
旧照

水师营会见所旧址，又称会见所旧址，是中华人民共和国辽宁省大连市旅顺口区水师营街道西街29号的一个遗址，为大连市文物保护单位。

## 沿革
1904年日俄战争期間，日军经过苦战最终占领旅顺，并占领此地改为战地包扎所。1905年1月1日下午，俄軍旅顺要塞司令斯特塞尔命令参谋雷斯起草了致日本第三军司令乃木希典的信，表示愿同日军谈判投降。次日晨，乃木希典通知斯特塞尔接受谈判建议，下午俄军代表雷斯和日军代表伊地知幸介在这所房子里举行谈判，雷斯在投降书上签字，日俄旅顺争夺战方告结束。1月5日，乃木希典和斯特塞尔又在这所房子里举行了会见，随后双方在枣树下合影留念。战后，日军将枣树捧为“神树”，树上结的枣也被当为“圣物”，并将此事编入日本小学课本。1916年日本人在院中树立了“水师营会见所”纪念碑。第二次世界大战后期，苏联红军攻入旅顺，并将水师营会见所五间草房拆除，推倒纪念碑，石桩现藏旅顺日俄监狱旧址博物馆。
中华人民共和国成立后，水师营会见所旧址被作为战争遗址保留下来，以警示后人「勿忘国耻」。2021年3月3日，大连市人民政府公布了第七批市级文物保护单位，松树山堡垒入选。